# 川口市消防局
川口市消防局（かわぐちししょうぼうきょく、Kawaguchi City Fire Department）は、埼玉県川口市の消防部局（消防本部）。埼玉県の単独消防部局では2番目に規模が大きい消防局で、市南部の県・都境に荒川が流れているため県内で最も早く水難救助隊（水難救助指定隊）を発足させた。また、東京都と隣接するため局地的に人口密度が高く、それに対応した消防力が求められている。

## 沿革
- 1948年3月7日 - 消防組織法が施行され、官設消防は自治体消防へと、画期的な機構改革が行われ、総務、予防、消防の3係制の川口市消防本部と、本署、横曽根分署、鳩ヶ谷分署の1署、2分署の川口市消防署を設置。なお、鳩ヶ谷分署に関しては旧鳩ヶ谷町の町域が1950年10月31日まで川口市に存在していたため（同年11月1日より鳩ヶ谷町として独立・分離していった）。
- 1952年1月25日 - 上青木3-800に上青木分署を設置。
- 1955年5月28日 - 火災の通知を容易にするため、旧市街地域内に火災報知器MM式45基を設置。
- 1958年11月1日 - 広報と指揮を兼ねる指令車を配備し、指令系統が充実した。
- 1959年5月19日 - 市内の救急搬送の要請に対応するため救急車を購入し、救急業務を開始。
- 1960年10月1日 - 老朽化した木造の横曽根分署を鉄筋コンクリート2階建てに改築。
- 1962年2月15日 - 市内建物の高層化に対応するため、15m級屈折はしご付消防ポンプ自動車を購入し、救助業務を開始。
- 1964年3月25日 - 化学の発展に伴う油火災の発生に対処するため、初めて化学車を配備。
- 1966年
  - 4月1日 - 消防本部を総務、予防、警防の三課制にする。川口市職業訓練所内（青木町5-1292）に川口市消防訓練所を設置。
  - 11月1日 - 消防業務を推進するため消防本部庁舎を本町2-4-39内に新築。鉄筋コンクリート3階建て、延面積1472.52m2、望楼地上40mとなっている。
  - 12月13日 - 大字芝8917に芝分署を設置。
- 1967年
  - 6月1日 - 元郷町1-151-9に南平柳分署を設置。
  - 8月1日 - 高層建物の著しい建設や化学産業の進出に伴う火災態様の変化に対処するため、救助隊を発足。
- 1968年2月13日 - 老朽化した木造の青木分署を鉄筋コンクリート3階建てに改築。
- 1969年
  - 4月1日 - 人口と各種災害の激増に伴い、これに対応するため消防本部に救急指令センターを開設。救急業務の円滑促進をはかった。
  - 4月10日 - 並木地区の急激な発展に対応するため並木町2-24-7に並木分遣所を設置。
  - 12月24日 - 大字東元郷1283-3に鉄筋コンクリート4階建ての新郷分署を設置。
- 1971年
  - 6月2日 - 大字神戸36に神根分署を設置。
  - 9月1日 - 常時市内を巡らし、火災予防等に効果を上げるため、消防本部予防課指導係に消防巡ら隊を発足（赤バイ、6台編成）。
- 1972年
  - 4月1日 - 災害の複雑化に伴い、人命救助活動が困難になる。これに対処するために救助器具を積載した救助工作車を購入し、人命救助を主眼とした専任の特別救助隊を発足。
  - 12月10日 - 大字伊刈46に鉄筋コンクリート2階建て、望楼23mの伊刈分署を設置。
- 1973年11月12日 - 大震災対策及び人口密集地域の警防体制を強化するため、初めて小型動力ポンプ付積載車を配備。
- 1974年
  - 2月1日 - 市民サービスの一環として消防テレフォンガイドを設置。
  - 3月31日 - 川口市震災対策街角消火器設置要綱が公布され、昭和48年から5ヵ年計画で密集地に街角消火器を設置することとした。
- 1977年2月14日 - 消防力の強化を図るため、超短波無線を装備した水槽付き消防ポンプ自動車を配備。
- 1978年4月1日 - 芝園町3-5に鉄筋コンクリート2階建ての芝園分署を設置。
- 1980年
  - 4月1日 - 青木4-7-18に鉄筋コンクリート2階建ての青木分署を設置。並木分遣所は廃止となり上青木分署に名称変更。自主防火防災体制としての少年消防クラブ、婦人防火クラブの整備強化を図るため、川口市少年婦人防火委員会を設置。
  - 7月24日 - 大震災対策事業の一環として地震体験車「川口なまず号」の運用を開始した。
- 1981年7月1日 - 予防広報活動を目的として川口市消防音楽隊を設置し、活動を開始。
- 1983年4月1日 - 人口増加が激しかった戸塚地区に鉄筋コンクリート2階建ての戸塚分署を設置。
- 1984年4月1日 - 鉄筋コンクリート3階建ての安行分署を設置。
- 1985年4月1日 - 2年をかけて鉄骨鉄筋コンクリート5階建て、当時は最新の通信指令システムを装備した消防本部、北消防署合同庁舎の建設を開始。
- 1986年4月1日 - 国外で発生した大規模災害救援をするため自治省消防庁（現：総務省消防庁）の提唱により国際消防救助隊が発足。川口市消防本部も救助工作車1台、隊員10名を1チーム編成して参加。
- 1987年
  - 1月1日 - 人口50万人に対応する防災の拠点として、消防救急情報システム等コンピューターを使用した消防本部、北消防署合同庁舎が落成し業務を開始。
  - 4月1日 - 雇用の分野における男女の均等な機会及び待遇の確保等に関する法律の制定に伴い、川口市消防局発足以来初の女性消防吏員を採用。
- 1988年3月23日 - 複雑多様化する災害に対し、実践的救助技術を強化するため消防訓練塔を消防本部に設置。
- 1990年
  - 3月9日 - 年々増加する救急需要に対応するため、既存の救急車を最新鋭の2B型救急車に更新し神根分署に配備。
  - 3月23日 - 複雑多様化する救助要請に対応するため、既存の救助工作車II型および救助資器材を更新し、南消防署へ配備。
  - 3月30日 - 複雑多様化する災害に対処するため、資器材搬送車を配置。
  - 4月1日 - 消防本部警防課に救急救助係を新設し、通信指令室を通信指令課に昇格。
- 1991年1月10日 - 2B救急車を戸塚分署ならびに新郷分署へ配備。
- 1992年
  - 3月19日 - 37m級はしご付き消防自動車（マイナス角ポンプ装置未着装車）を購入し、安行分署に配備。
  - 3月26日 - 既存の化学消防ポンプ自動車を化学消防ポンプ自動車III型に更新し、南平分署に配備。
  - 6月3日 - 救急救命士法の制定により、職員1名を救急救命中央研修所へ派遣、救急救命士国家試験を経て当消防本部に初の救急救命士が誕生。
- 1993年3月25日 - 傷病者の救命率の向上を図るため、各種救命資器材を積載した高規格救急車を北消防署に配備。
- 1994年4月1日 - 潜水活動の特殊性を考慮し、水難救助指定隊（水難救助隊）の運用を開始。
- 1995年1月18日 - 阪神・淡路大震災が発生。当消防本部から救助工作車・救援車（計2台）、職員を10名派遣し災害活動を行う。
- 1996年
  - 1月25日 - 阪神・淡路大震災の教訓から、飲料水及び消防用水の確保を目的として、本町小学校及び芝スポーツセンターの敷地内に100㎥型飲料水兼用耐震性貯水槽を設置。
  - 4月1日 - 火災原因調査をより科学的に遂行するために、予防課調査係に火災原因調査機器（実体顕微鏡システム）を導入。
- 1997年10月1日 - 男女雇用機会均等法の改正に伴い、時代に即応した消防行政を推進するために、初めて女性職員を交替制勤務（指揮隊並びに救急隊）に配置。
- 1998年4月1日 - 埼玉県では、代表消防本部である浦和市消防本部（現:さいたま市消防局）が一括して受信し、通報場所を所轄する消防本部へ転送することで、携帯電話からの119番通報が川口市消防本部でも受信できるようになった。
- 1999年9月21日 - 台湾で発生した921大地震に際し、自治省消防庁の要請に基づき、当時県内で唯一国際消防救助隊の登録本部であった当消防本部から2名の職員を、国際消防救助隊登録後初めて現地に派遣。
- 2001年10月12日 - 横曽根分署を西川口3-18-1に移転。
- 2002年
  - 3月1日 - 119番通報に対し正確かつ迅速な消防・救急活動をはかるため、最先端のコンピューターとネットワーク技術を駆使した「緊急通信指令システム」の運用を開始。
  - 3月18日 - 横曽根分署の移転に伴い、旧横曽根分署と仲町待機宿舎を解体。
- 2003年5月23日 - アルジェリアで発生した地震災害に際し、総務省消防庁の要請に基づき、当消防本部から2名の職員を国際消防救助隊として派遣。
- 2004年
  - 7月13日 - 新潟・福島豪雨災害の発生に伴い、緊急消防援助隊埼玉県隊として新潟県三条市において災害活動を実施。
  - 10月23日 - 新潟県中越地震災害発生時は、7月の緊急消防援助隊に続いて埼玉県隊の救助部隊、後方支援部隊として、新潟県小千谷市に派遣し災害活動を実施。
- 2006年
  - 2月28日 - 老朽化した起震車を更新し、阪神・淡路大震災等の地震が再現できる起震車を購入。
  - 7月19日 - 埼玉県特別機動援助隊（埼玉SMART）が発足。川口市のほか、埼玉県内6消防本部が登録された（川口市・さいたま市消防局・川越地区消防局・熊谷市消防本部・所沢市消防本部（現：埼玉西部消防組合）・春日部市消防本部・久喜地区消防組合〈現：埼玉東部消防組合〉）。
- 2008年2月15日 - 大規模災害や特殊災害発生時において、長時間の消防活動及び救助活動支援並びに緊急消防援助隊の後方支援を目的とした支援車I型を購入し、芝分署（現：北消防署）に配備。
- 2009年
  - 4月1日 - 激増する救急需要に対応する為、北消防署上青木分署に救急隊を新設。
  - 10月1日 - 老朽化に伴い鉄筋コンクリート2階建ての南平分署を改築。
- 2011年
  - 3月11日 - 東北地方太平洋沖地震に伴う東日本大震災が発生。緊急消防援助隊埼玉県隊として岩手県陸前高田市及び福島県本宮市に隊員を派遣し災害活動を実施。
  - 10月11日 - 鳩ヶ谷市との合併に伴い鳩ヶ谷市消防本部を統合。南消防署に鳩ヶ谷分署を設置。消防隊・救助隊・救急隊をそれぞれ1隊ずつ配置し1消防本部2署13分署体制となった。救急需要の激増に伴い、南消防署中央分署に救急隊を新設。
- 2012年
  - 2月1日 - 指令課通信指令室に更なる高度な指令を可能にするため、高機能消防指令・情報支援システムを導入し運用開始した。
  - 4月1日 - 消防本部の名称を川口市消防本部 から川口市消防局に変更。消防指令センターを指令課とし、予防課に調査係を新設するなど、消防局の組織を4課1センター12係から5課16係に改正。また、南消防署中央分署・北消防署芝分署の特別救助機動隊を特別救助隊及び救助隊とした。
  - 7月2日 - 総務省消防庁貸与の緊急消防援助隊埼玉県隊指揮車（都道府県指揮隊車）を南消防署（旧：中央分署）に配備。
  - 12月27日 - 北消防署芝分署の38m級（45m）はしご車を南消防署中央分署に配置転換し、20m級（25m）屈折はしご車を北消防署芝分署に配備。
- 2013年2月4日 - CAFS搭載の消防ポンプ自動車（CD-I型）を購入し北消防署神根分署に配備。
- 2014年
  - 1月14日 - 集団的救急事案など、多数の傷病者が出た場合や大規模災害発生現場への隊員輸送を目的とする支援車III型を南消防署南平分署に配備。
  - 2月4日 - 全救急隊に医療機関選定用のタブレット端末を配備。
  - 3月1日 - 消防・救急無線をデジタル化し、秘匿性の向上や高度通信を可能にした。
  - 4月1日 - 芝分署（現：北消防署）に高度救助隊「アドバンスド・レスキュー川口」が発足。
- 2015年9月12日-平成27年9月関東・東北豪雨災害を受けて茨城県常総市に緊急消防援助隊を派遣。
- 2016年4月1日 - 南消防署・北消防署に管理課を新設、消防管理係と査察指導係とし、組織改正の一環として北消防署芝分署を北消防署消防課に、南消防署中央分署を南消防署消防課に改正。
- 2017年4月1日 - 北消防署消防課の救助工作車III型を更新配備し、高度救助隊の運用車両とする。
- 2018年
  - 3月30日 - 38m級（40m）梯子付消防自動車を南消防署消防課に配置した。
  - 4月1日 - 救急需要の増加に伴い、北消防署芝園分署に救急隊を新規増隊[1]。なお、これで川口市消防局の全消防署・分署に救急車と救急隊が配備、配置された。
- 2020年4月1日 - 近年多発する複雑かつ大規模な災害や、発生が危惧されている首都直下型地震に対応するため、北消防署の高度救助隊を特別高度救助隊「スーパーアドバンスド・レスキュー川口」へ昇格。同日より運用を開始[2]。中核市での特別高度救助隊が運用され発足されるのは川口市が全国初[3]。同時に南消防署の特別救助隊も高度救助隊「アドバンスド・レスキュー川口」へ昇格。こちらも同日より運用を開始。また南消防署南平分署に救急車と救急隊を1隊増隊。

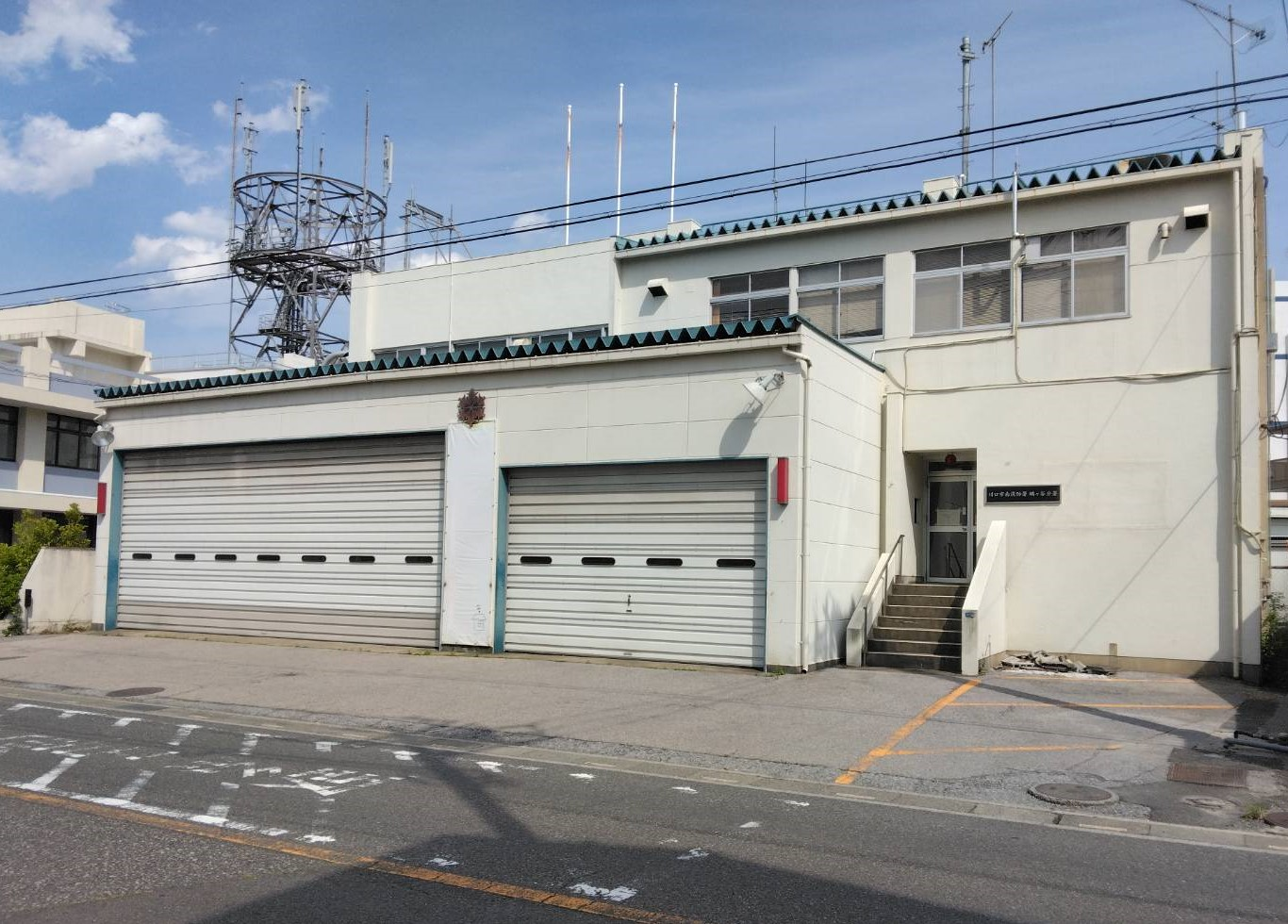
旧鳩ヶ谷分署

- 2023年4月1日 - 鳩ヶ谷分署が分署に隣接する訓練場に庁舎を新築し移転する。移転に伴い、名称を「川口市東消防署」として開署する。消防署に昇格したことにより、これまで北消防署が管轄していた戸塚分署と南消防署が管轄していた新郷分署及び安行分署が管轄となる。これにより、これまで北消防署と南消防署の2署体制だったのが3署体制になったことで、火災・救急現場への迅速な駆けつけが期待されている[4]。

## 組織
消防局
- 消防総務課
  - 庶務係
  - 職員係
  - 財務係
  - 消防団係
- 予防課
  - 予防係
  - 危険物係
  - 査察指導係
  - 調査係
- 警防課
  - 警防係
  - 救助係
  - 装備係
- 救急課
  - 救急管理係
  - 救急指導係
- 指令課
  - 情報管理係
  - 指令一係
  - 指令二係

- 南消防署
  - 消防課
    - 消防管理係
    - 指揮第一係
    - 指揮第二係
    - 消防第一係
    - 消防第二係

  - 横曽根、南平、青木各分署
    - 消防第一係
    - 消防第二係

- 北消防署
  - 消防課
    - 消防管理係
    - 指揮第一係
    - 指揮第二係
    - 消防第一係
    - 消防第二係

  - 上青木、神根、伊刈、芝園各分署
    - 消防第一係
    - 消防第二係

- 東消防署
  - 消防課
    - 消防管理係
    - 指揮第一係
    - 指揮第二係
    - 消防第一係
    - 消防第二係

  - 新郷、安行、戸塚各分署
    - 消防第一係
    - 消防第二係

## 消防部隊･救急部隊

### ポンプ隊

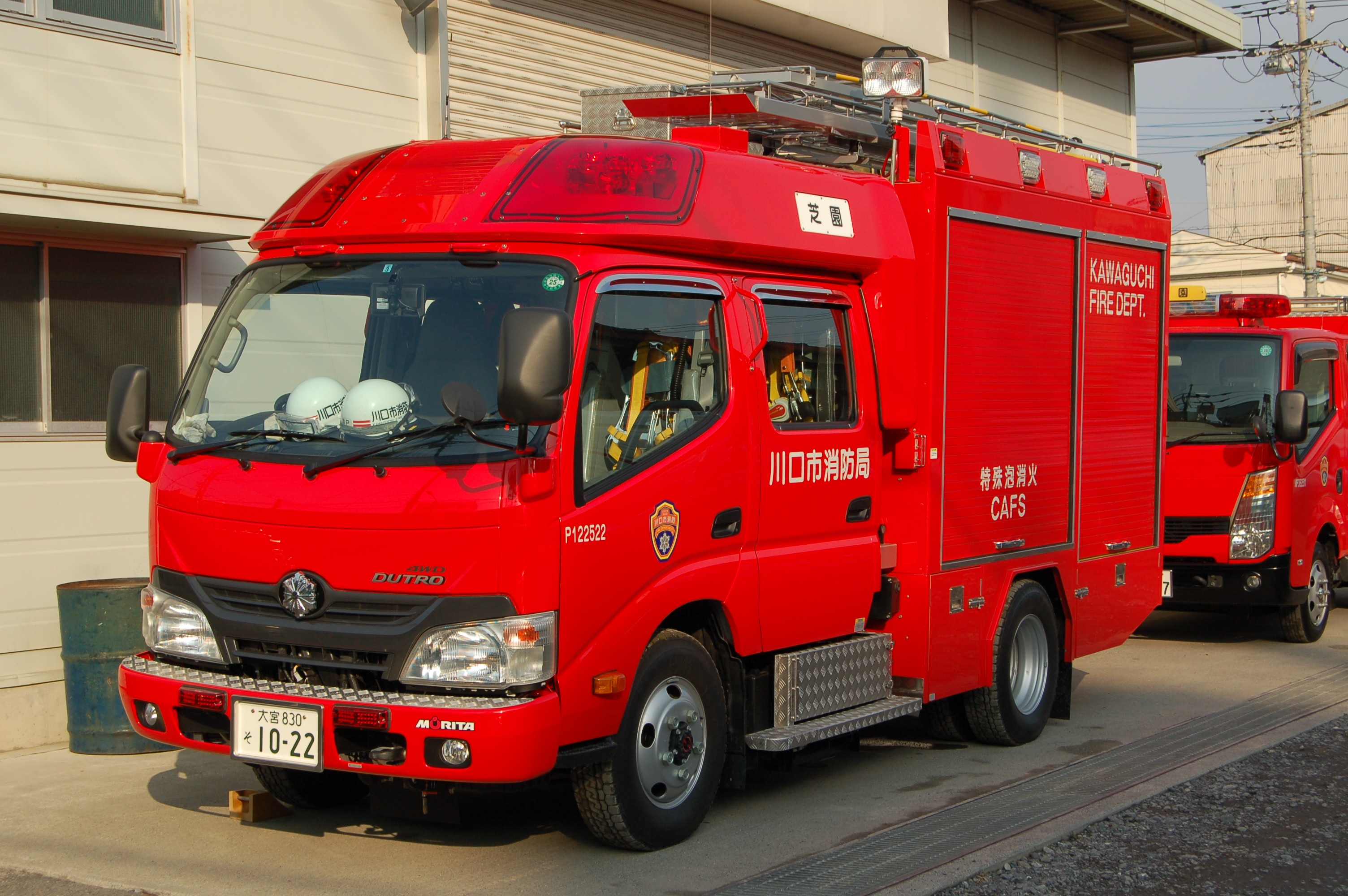
川口市北消防署芝園分署芝園1(CD-I型:CAFS搭載)(CD-I型消防ポンプ自動車)

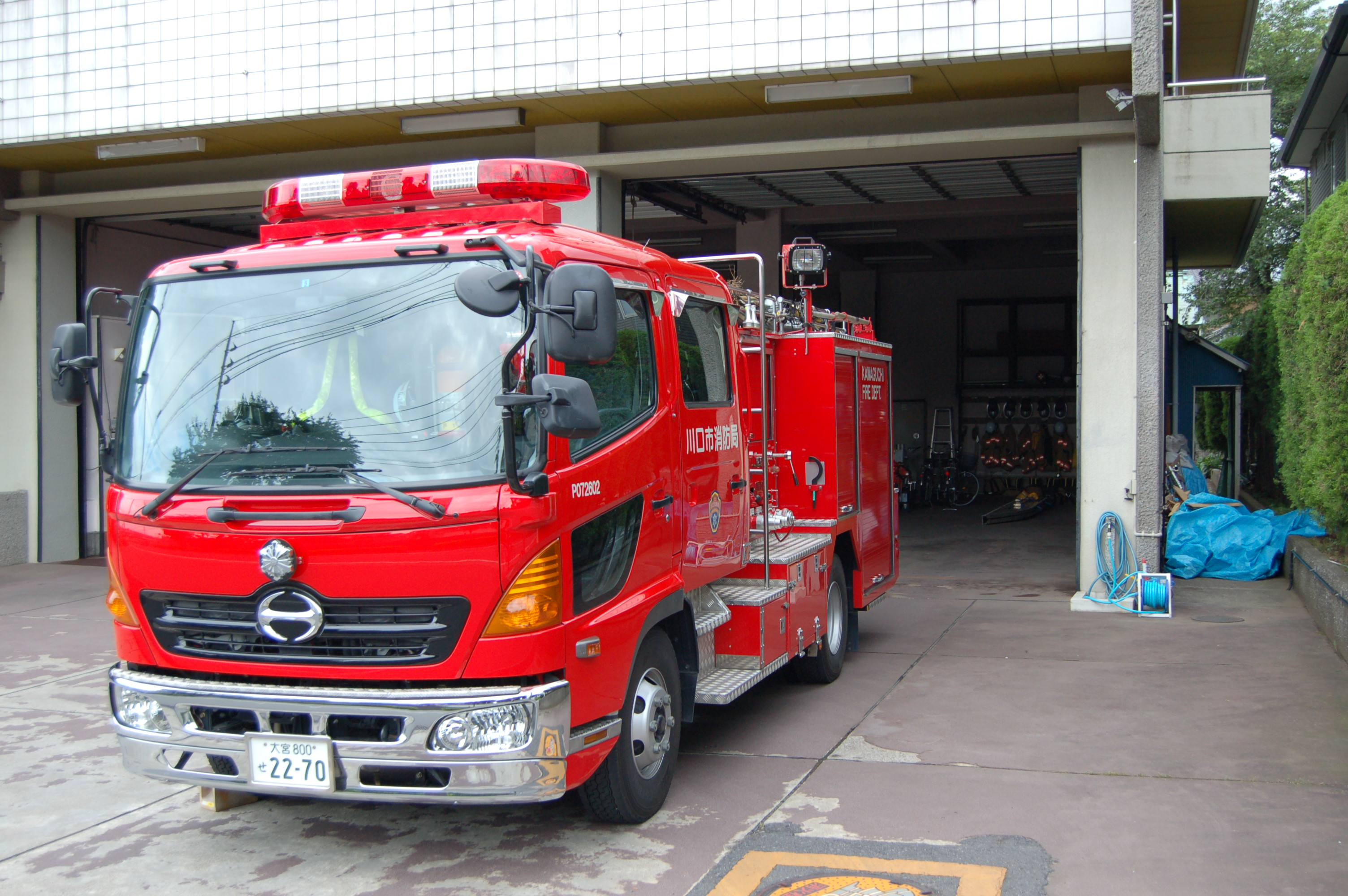
川口市北消防署戸塚分署旧戸塚1(CD-II型)(廃車済み)(CD-II型消防ポンプ自動車)

消防ポンプ自動車(CD-I型、CD-II型)…17台(非常用5台)
- CD-I型消防ポンプ自動車

CD-I型の消防ポンプ自動車は川口市だけでなく日本全国の消防部局で消防活動の主力となっている車両である。特にこの車両は、全長5.95m・全幅1.87mと全体的に小回りが利く為に市の半分以上を住宅密集地で占める道路狭隘地域において機動性が発揮できるように３tトラックシャシをベースにA-2級ポンプを搭載し、700ℓの水タンクを積載している。なお、芝園地区の北消防署芝園分署配備のポンプ車(芝園1)と神根地区の北消防署神根分署配備のポンプ車(神根1)と鳩ヶ谷地区の南消防署鳩ヶ谷分署配備のポンプ車(鳩ヶ谷1)と新郷地区の南消防署新郷分署配備のポンプ車(新郷1)には圧縮空気泡消火システム:CAFSが搭載されており、水消火ができない火災などに出場する。
- CD-II型消防ポンプ自動車

この車両もCD-I型と同じように川口市消防局では消防活動の主力となっている車両である。この車両はCD-I型と比べ、全長6.65m・全幅2.31mと一回り大きい車両で4tトラックシャシをベースにA-2級ポンプを搭載し、700ℓの水タンクを積載している。また、はしご昇降装置及び吸管巻取り装置等を装備している。

### 化学小隊
化学消防ポンプ自動車…2台（横曽根・南平）
- 化学消防ポンプ自動車(II型)

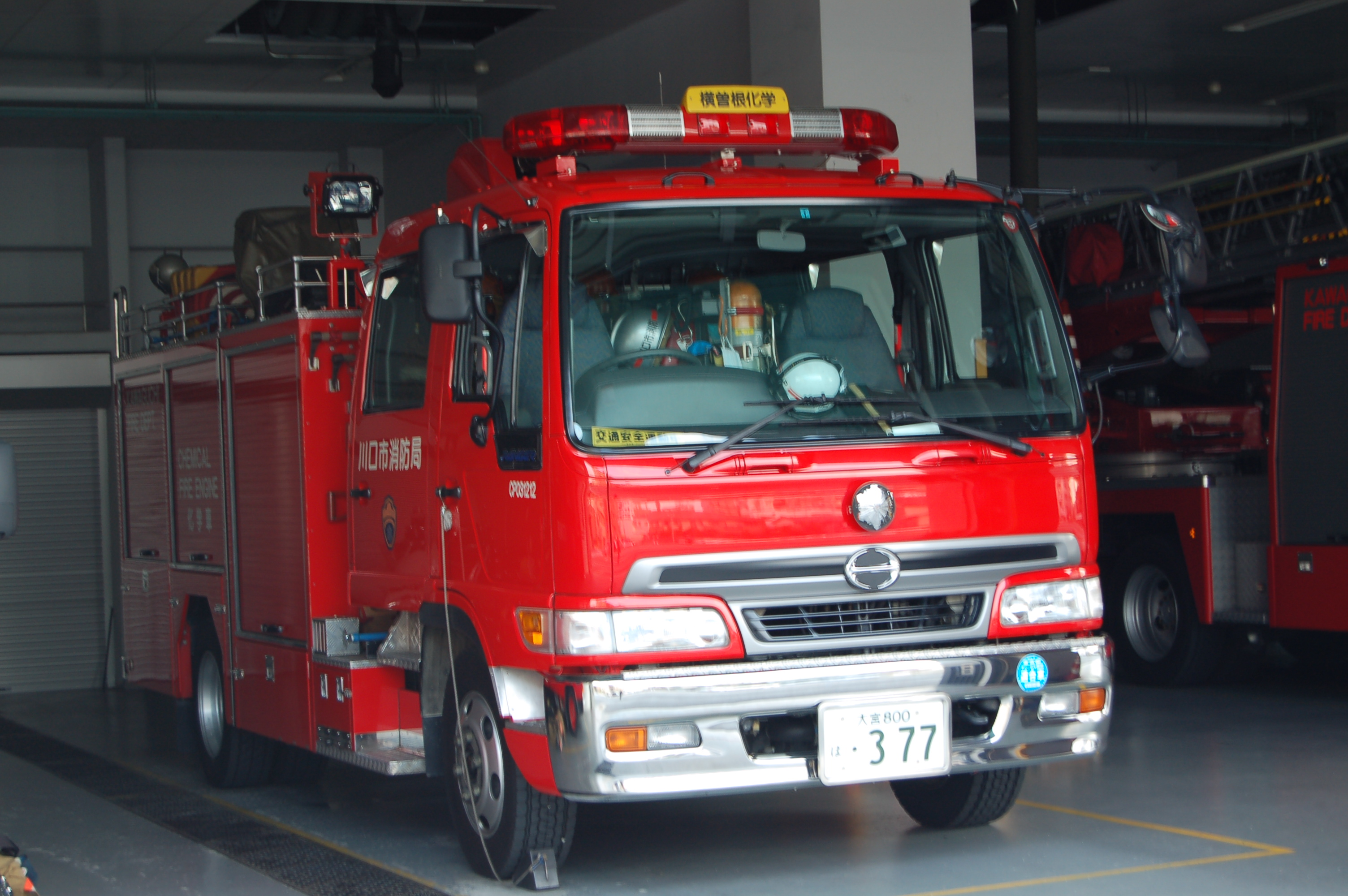
川口市南消防署横曽根分署旧横曽根化学1(II型)（廃車済み）(化学消防ポンプ自動車II型)

化学消防ポンプ自動車II型は日本全国の消防部局の中でも登録台数も一番多く、最もポピュラーな車両である。この車両は危険物火災及び普通火災に対応する目的で製作された車両で、ダブルキャビン型消防用シャシに水槽(1,300ℓ)・泡消火薬液槽(500ℓ)及び泡ターレット(400ℓ)等を装備している。また、この車両は鋳物工場など化学災害が発生しやすい横曽根地区の南消防署横曽根分署（横曽根化学1）に配備されている。
- 化学消防ポンプ自動車(III型)

化学消防ポンプ自動車III型は大規模な油脂火災や工場火災にも対応できるような仕様の車両である。ダブルキャビン型消防用シャシで製作され、1,300Lの水槽と1,200Lの薬液槽、800型泡放射砲を装備している。この車両は工場密集地であり工業団地の直近である南平地区の南消防署南平分署（南平化学1）に配備されている。
また、双方ともポンプを搭載しているため普通火災にも十分に対応できる。

### はしご隊(救助隊)

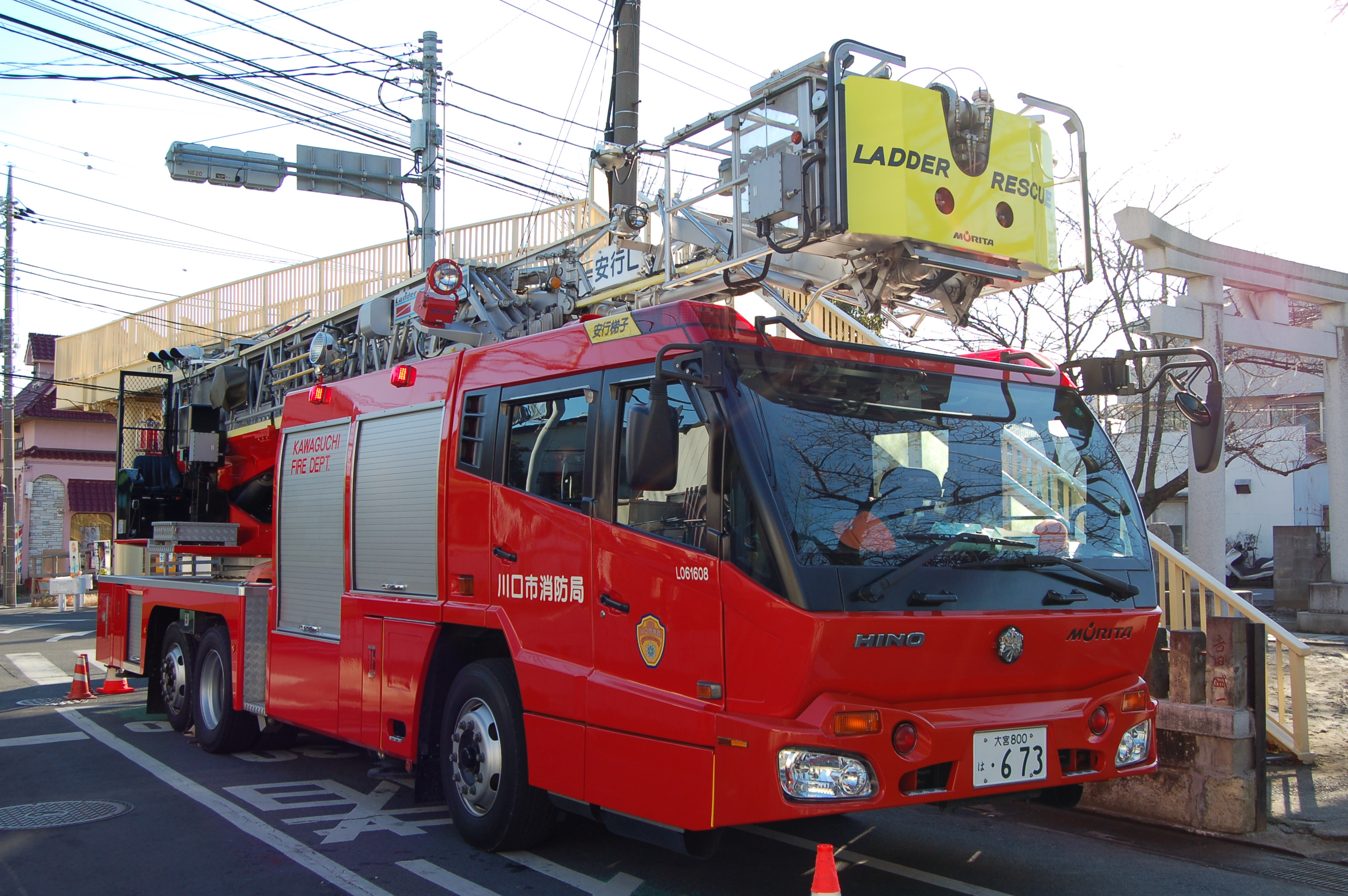
川口市南消防署安行分署安行梯子1（現：安救助1）(30m級先端屈折式はしご車)

はしご車（はしご付消防自動車）…4台（横曽根・安行・北・南）
- 30m級先端屈折式はしご車

川口市消防局の30m級先端屈折式はしご車はモリタのスーパージャイロラダーシリーズで、この車両は起伏角度17～75°で、仰角のみではなく､俯角､すなわち斜め下方向にはしごを伸ばすことが可能で､例えば水難事故等で､はしご車の位置よりも低い位置に要救助者がいる場合の活動が可能である｡また、バスケットやリフター装置など、様々な現場に対応できる機動力をはじめ、自動的にはしごを水平に保つジャイロテーブルや、急激な動作による危険を防止する「操作速度自動制限装置」、誤作動による事故を防止する「インターロック装置」などが搭載されており、中高層建造物からの救助をはじめ、警戒監視活動、高速道路救助活動支援などの任務に就いている。この車両は川口市内で中層建物が多く存在する横曽根地区の南消防署横曽根分署(横救助1)と高速道路(東京外かく環状道路)の直近、安行地区の南消防署安行分署(安救助1)に配備されている。以前は30m級先端屈折式はしご車の表記を安行梯子1、横曽根梯子1と表記されていたが、平成29年度に表記を安行梯子1→安救助1、横曽根梯子1→横救助1に変更された。
- 38m級（40m）はしご車・20m級（25m）屈折はしご車

38m級（40m）はしご車と20m級（25m）屈折はしご車の基本的な性能は上記の30m級先端屈折式はしご車とさほど変わりはない。この車両は川口市内で超高層建造物(エルザタワー55、エルザタワー32など)、高層建造物が多く存在し、市の中心部に位置する本町地区の南消防署(南高度1)とイオンモール川口などがある芝下地区の消防局庁舎(北消防署併設、北特高1)に配備されている。なお、南消防署に配備されている38m級（40m）はしご車の更新前は北消防署から配置転換された38m級（45m）はしご車だったが、平成30年3月に38m級（45m）はしご車から38m級（40m）はしご車に更新された。更新前の38m級（45m）はしご車は以前は北消防署に配備されていたが、平成24年12月に南消防署の車両更新に伴い、北消防署の車両を南消防署に配置転換し、北消防署には最新の20m級（25m）屈折はしご車を配備した。以前は38m級（40m）はしご車（更新前は38m級（45m）はしご車）と20m級（25m）屈折はしご車の表記を中央梯子1、芝梯子1と表記されていたが、平成28年度に表記を中央梯子1→南梯子1、芝梯子1→北梯子1に変更し平成29年度に表記を南梯子1→南特別1、北梯子1→北高度1へ変更され令和2年度より表記を南特別1→南高度1、北高度1→北特高1に変更された。

### 水難救助隊
川口市は南西部に一級河川の荒川が流布している。荒川は流路延長173km、流域面積2,940kmで非常に大きな川であるため水難事故が多発している。そのため川口市消防局は埼玉県で最も早く水難救助隊を発足させ水難事故に対応しているが、水難救助車を配備しておらず、南平地区の南消防署南平分署のポンプ隊(南平1)が水難救助指定隊になっている。

### 特別救助隊・高度救助隊・特別高度救助隊
- 特別救助隊

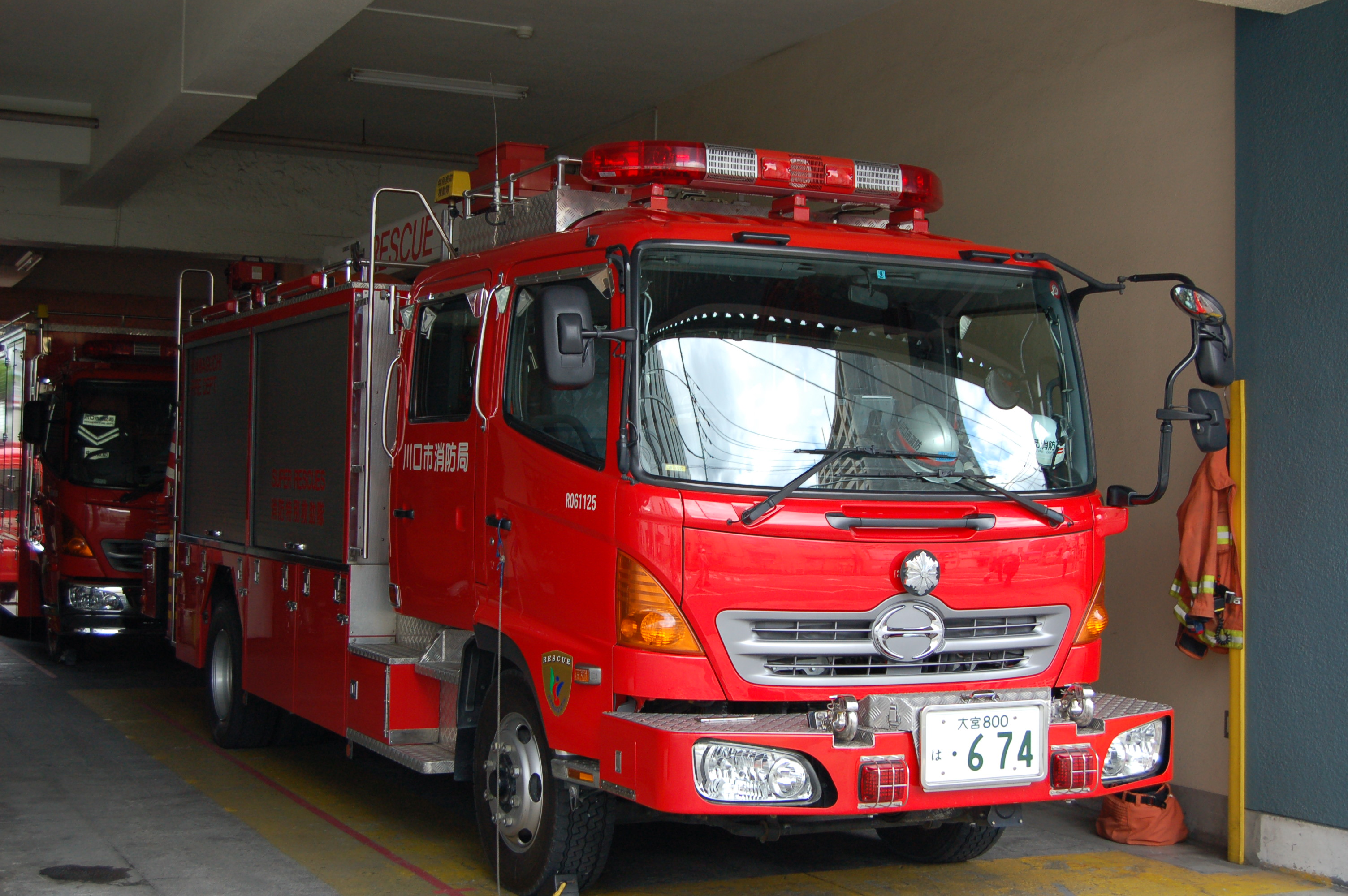
川口市南消防署南特別1（II型)（現：南高度1）(救助工作車II型)（廃車済み）

特別救助隊は北消防署に配置されている救助専任部隊で、火災、交通事故、労働災害、水難救助、鉄道事故など様々な救助事案に対応する。なお、一時期は中央分署（現：南消防署）と芝分署（現：北消防署）の特別救助隊の部隊名称を特別救助機動隊と消防特別救助隊としていた時期もあった。
- 特別高度救助隊・高度救助隊

特別高度救助隊は東消防署、高度救助隊は南消防署に配置されている救助部隊。東日本大震災や、近年発生が危惧される大規模地震など通常の消防対応が困難な事案に対応するべく、2014年4月1日に芝分署（現：北消防署）の特別救助隊を昇格させる形で高度救助隊「アドバンスド・レスキュー川口」を発足させた。2020年4月1日に北消防署の高度救助隊を特別高度救助隊『同時に愛称もアドバンスド・レスキュー川口からスーパーアドバンスド・レスキュー川口に変更』に昇格させ、同時に南消防署の特別救助隊も高度救助隊『愛称はアドバンスド・レスキュー川口』に昇格させ4月1日に運用を開始した。特別高度救助隊員と高度救助隊員は川口市の伝統産業である鋳物の溶解炉から出る炎に見立てた不死鳥を描いた赤色の「特別高度救助隊員章」と金色の「高度救助隊員章」を着け、金色の防火帽にオレンジ色の防火服を着用している。さらに画像探索機I型や画像探索機II型、電磁波人命探査装置などの高度救助資機材を保有している。また、隊員らは緊急消防援助隊・国際消防救助隊・埼玉県特別機動援助隊（埼玉SMART）に登録されており市内は元より国内、海外の災害にも派遣される。なお、高度救助隊の発足直前の短い期間のみ芝分署（現：北消防署）の救助工作車III型の部隊名称を消防救助機動部隊（東京消防庁の消防救助機動部隊と同じ名称）としていた時期もあったが平成26年度に高度救助隊発足と共に部隊名称も高度救助隊へ変更された（なお、上記にも書いたが一時期は中央分署（当時）の特別救助隊と芝分署（当時）の特別救助隊の部隊名称を特別救助機動隊と消防特別救助隊としていた時期もあった）。2023年4月1日に鳩ケ谷分署が新築移転し東消防署として開署。これに伴い北消防署の特別高度救助隊が東消防署に配置転換。旧鳩ケ谷分署の特別救助隊が入れ替わる形で北消防署に配置転換された。
- 救助工作車(III型)…3台（北・南・東）

救助工作車III型は北消防署の特別救助隊、南消防署の高度救助隊、東消防署の特別高度救助隊が運用している。救助活動に必要な救助資機材を積載して現場で活動するために製造された救助専用車両であり、阪神・淡路大震災の教訓から新たに新設された。 7tの四輪駆動のシャーシをベースにして作成されている。積載部はなるべく大きなスペースを取っており、 ベーシックな資機材から高度救助資機材まで、展開棚等の活動性を考慮した収納スペースに収納・積載できる。作業準備の迅速化のため、下部ボックス扉は上部ボックスの資機材を取り出す際のステップになる。また、震災時等の広域応援のほか火災・交通事故・労働災害等、多岐にわたる救助活動に対応するため、油圧式のフロントウインチと電動式のリアウインチを装備しており、張出バンパーは最大引張力5tにもなる。この車両は芝下地区の消防局庁舎併設の北消防署(北特高1)と鳩ヶ谷地区の南消防署鳩ヶ谷分署(鳩ヶ谷特別1)と本町地区の南消防署(南高度1)に配備された。このうち鳩ヶ谷特別1は電磁波人命探査装置など高度救助資機材を装備した救助工作車III型であり、以前は北消防署の高度救助隊が運用し緊急消防援助隊埼玉県隊救助部隊の登録車両であったが、平成29年度に鳩ヶ谷分署の車両更新に伴い、北消防署の車両を鳩ヶ谷分署に配置転換し、北消防署には最新のバス型救助工作車III型を配備した。令和5年度に鳩ケ谷分署が新築移転し東消防署として開署し、特別高度救助隊が東消防署に配置転換され、現在は北消防署のバス型救助工作車が東消防署（東特高）、旧鳩ケ谷分署の救助工作車が北消防署（北特別）に入れ替えが行われた。
旧鳩ヶ谷分署はかつて鳩ヶ谷市消防本部時代に配備された5tベースのII型の車両(旧鳩ヶ谷救助1)をそのまま運用していた。いずれの車両も平成26年度より稲妻マークがペイントされた。北消防署の特別高度救助隊の運用するバス型救助に作車III型は高度救助隊時代の平成29年3月に配備されたもので、電磁波人命探査装置など高度救助資機材を装備し緊急消防援助隊埼玉県隊救助部隊の登録車両である。この車両に関しては平成29年5月現在は稲妻マークがペイントされていなかったが、令和2年度に特別高度救助隊への昇格に伴い、前車両と比較すると派手さはないが、稲妻マークが追加された。
令和4年2月に南高度がバス型救助工作車III型でハイルーフの車両に更新された。稲妻マークも北特高と同様の派手さのない仕様となった。全て救助工作車III型となる。
なお、川口市消防局では以前は救助工作車の表記を芝救助1、中央救助1、鳩ヶ谷救助1と表記されていたが、平成28年度に表記を芝救助1→北救助1、中央救助1→南救助1に変更し平成29年度より表記を北救助1→北高度1、南救助1→南特別1、鳩ヶ谷救助1→鳩ヶ谷特別1に変更され令和2年度より表記を北高度1→北特高1、南特別1→南高度1に変更された。令和5年度に東消防署開署に伴い特別高度救助隊が東消防署に配置転換され、現在は東消防署「東特高1」、南消防署「南高度1」、北消防署「北特別1」となっている。
- 資機材搬送車…2台（東・南）

川口市消防局の資機材搬送車は通常、救助工作車III型と2台1中隊として運用される。資機材搬送車は普通の消防車両では積載・運搬が困難な消防活動用の資機材を輸送するために製造された専用の車両で、救助工作車III型に積載が困難な救助資機材のほかに化学災害活動用の資機材、テロ災害活動用の資機材(陽圧式化学防護服)が積載されている。この車両は芝下地区の消防局庁舎併設の北消防署（北特高2）と本町地区の南消防署（南高度2）に配備された(北消防署配備の車両は緊急消防援助隊埼玉県隊に登録されている)。なお、こちらも救助工作車同様に以前は芝救助2、中央救助2と表記されていたが、平成28年度に表記を芝救助2→北救助2、中央救助2→南救助2に変更し平成29年度より表記を北救助2→北高度2、南救助2→南特別2に変更され令和2年度より表記を北高度2→北特高2、南特別2→南高度2に変更された。
北救助2は特別高度救助隊への昇格に伴い特殊災害用、遠距離大量送水用等の3つコンテナを災害状況に合わせて積み替える事が出来る車両に更新された。後に南救助2も同様に車両に更新された。
令和5年度に鳩ケ谷分署が新築移転し東消防署として開署し、特別高度救助隊が東消防署に配置転換され、北救助2も東消防署に東救助2として配置転換された。現在は東消防署に「東救助2」、南消防署に「南救助2」が配備されている。

### 救急隊
高規格救急車…18台(非常用4台)
- 救急車

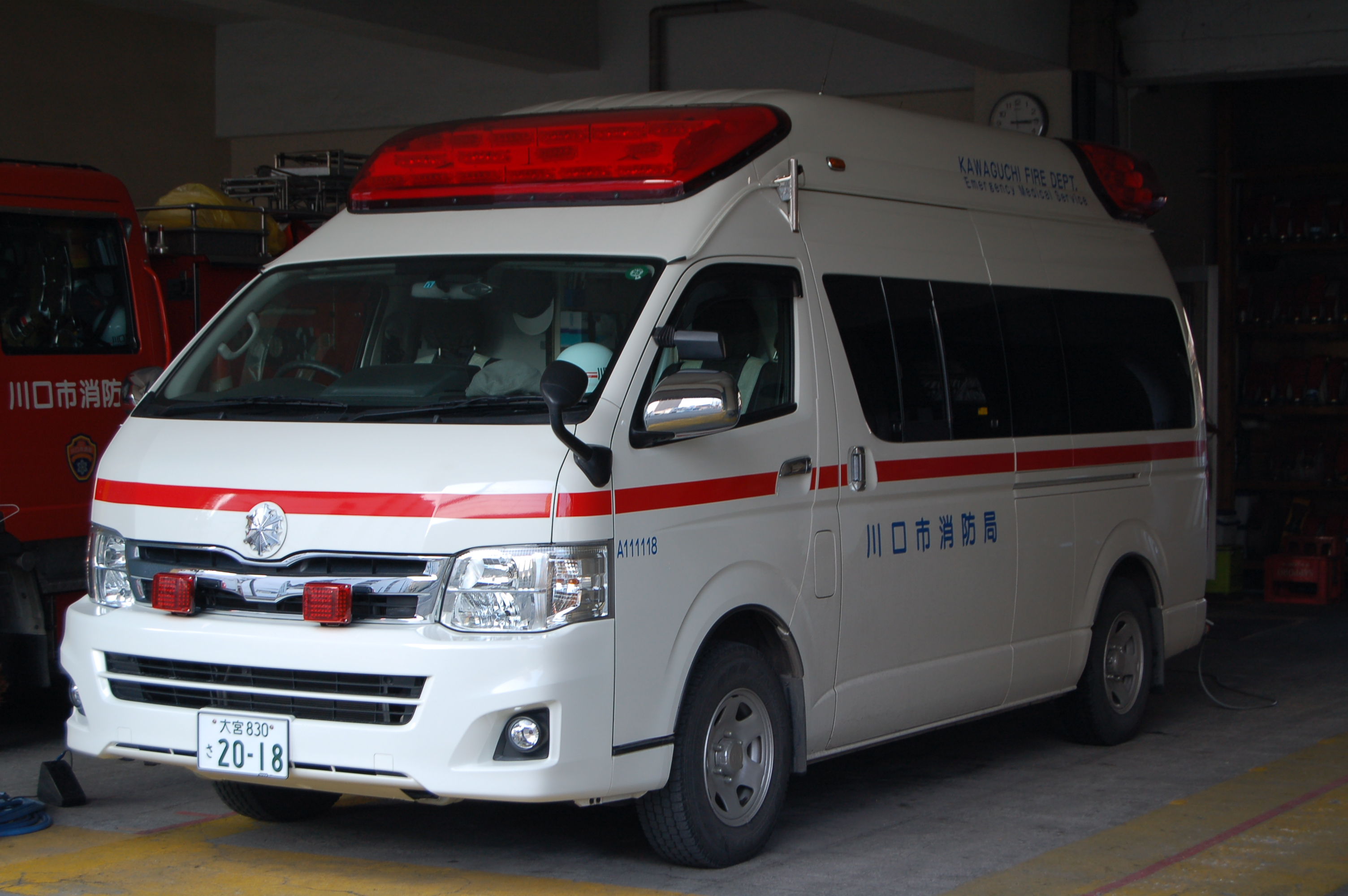
川口市南消防署旧救急南1（廃車済み）（高規格救急車）

川口市消防局では全ての消防署と分署に救急車と救急隊を配備、配置している。
また、常用救急車はすべてトヨタ・ハイメディックの高規格救急車で全隊に救急救命士が乗車しており、車内には患者監視装置(心電図・脈波・血圧・血中酸素飽和度)や自動式人工呼吸器、自動式体外除細動器などの医療電子機器類や交通事故などの現場で対応できるように簡易的な破壊器具、患者搬送用資機材、その他救急救命士が使用する高度な救急資機材が積載されている。

### 指揮隊
指揮車…2台（北・南）
- 指揮隊車

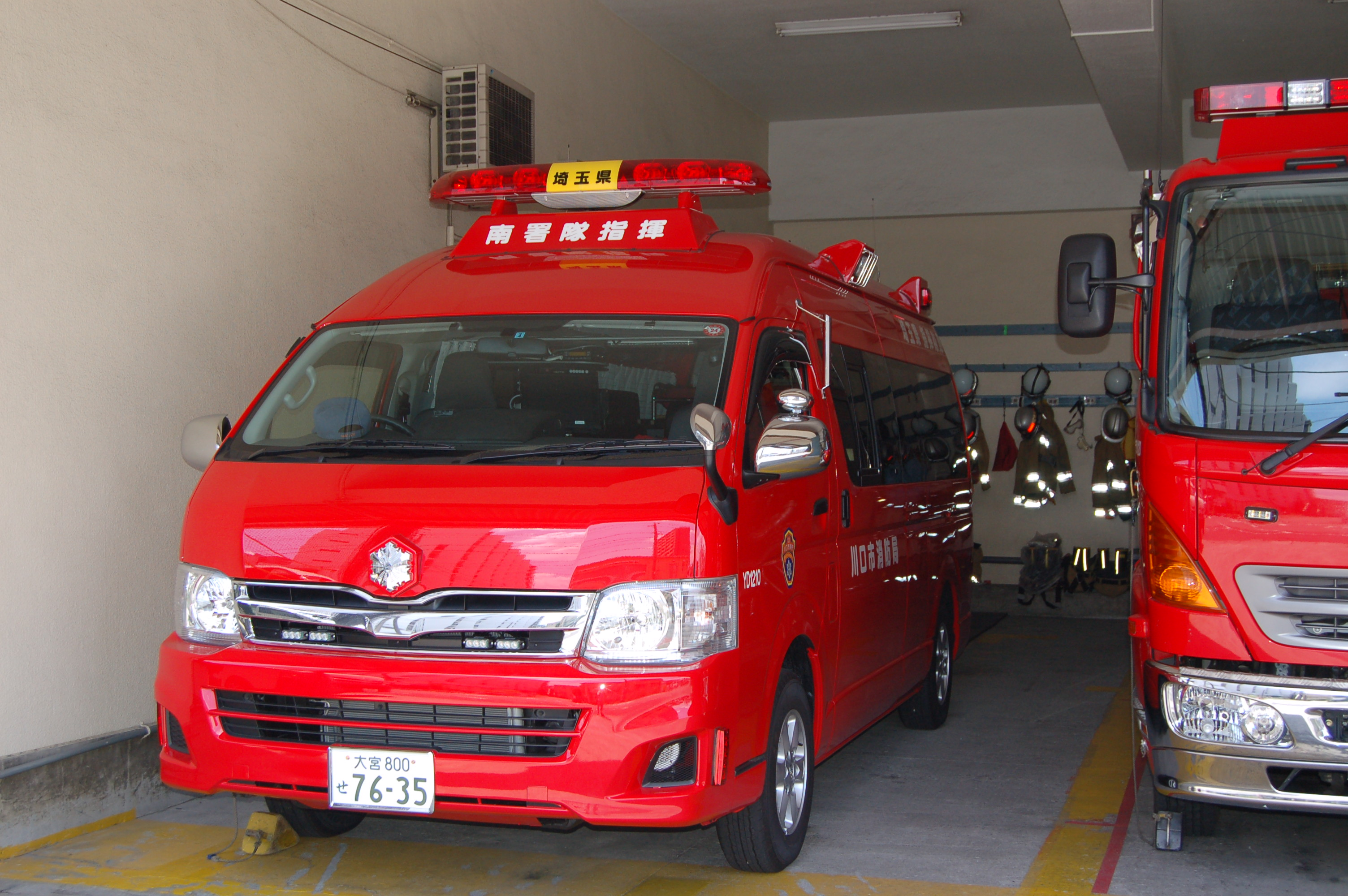
川口市南消防署川口南指揮1(現：川口北指揮1)(県指揮隊車)

指揮隊車は消防活動現場を統率する消防活動の頭脳ともいえる指揮隊の車両であり、南消防署の指揮隊はこの車両を使用している。内部には作戦図面台・無線機集中操作盤などが搭載されており、高度な消防活動の統率が可能になっている。この車両は本町地区の南消防署(川口南指揮1)に配備されている。
- 県指揮隊車

県指揮隊車は総務省消防庁から川口市消防局に貸与されている緊急消防援助隊埼玉県隊の県指揮隊の車両であり、北消防署の指揮隊はこの車両を使用している。東日本大震災の発生を踏まえ、情報収集・分析に必要な各種情報ツールを積載するとともに、各隊の応援活動に必要な各種資機材を積載し効率的・効果的な消防応援活動を行うことを目的としており、内部には、移動式指揮机やノートパソコン、デジタル消防無線・救急無線が積載されており、高度な消防指揮が可能である。この車両は芝下地区の北消防署(川口北指揮1)に配備されており、緊急消防援助隊埼玉県隊の指揮部隊に登録されている。県指揮隊車は以前は南消防署に配備されたが、平成27年3月に北消防署の車両更新に伴い、南消防署の車両を北消防署に配置転換し、南消防署には最新の指揮隊車を配備した。

### 活動支援隊
- 支援車(I型)…1台（北）・支援車(III型)…1台（南平）
- 電源照明車…1台（安行）（廃車済み）

活動支援隊は川口市若しくは市外において大規模な災害が発生した際、実際に消防活動をしている消防隊員らのサポートをすることを目的としている。そのため、支援車(I型・III型)などがこれにあたる。芝下地区の消防局庁舎(北消防署併設)に支援車I型(川口支援1)、南平地区の南消防署南平分署に支援車III型(川口支援2)が配備されている。かつては安行地区の南消防署安行分署に電源照明車(川口電源照明1)も配備されていたが活用が少なく2019年1月に廃車。(川口支援1は緊急消防援助隊埼玉県隊後方支援部隊に登録されている。)

## 現在の主力機械
2021年4月1日現在
- 消防ポンプ車（CD-I型、CD-II型）：17（非常用5）
- はしご付消防車（はしご付消防自動車）：4
- 救助工作車：3
- 化学消防ポンプ車：2
- 高規格救急車：18（非常用4）
- 資機材搬送車：2
- 小型動力ポンプ付積載車：13
- 支援車：3
- 救急指導車：1
- 起震車：1
- その他の車両：20
- 原動機付自転車：10

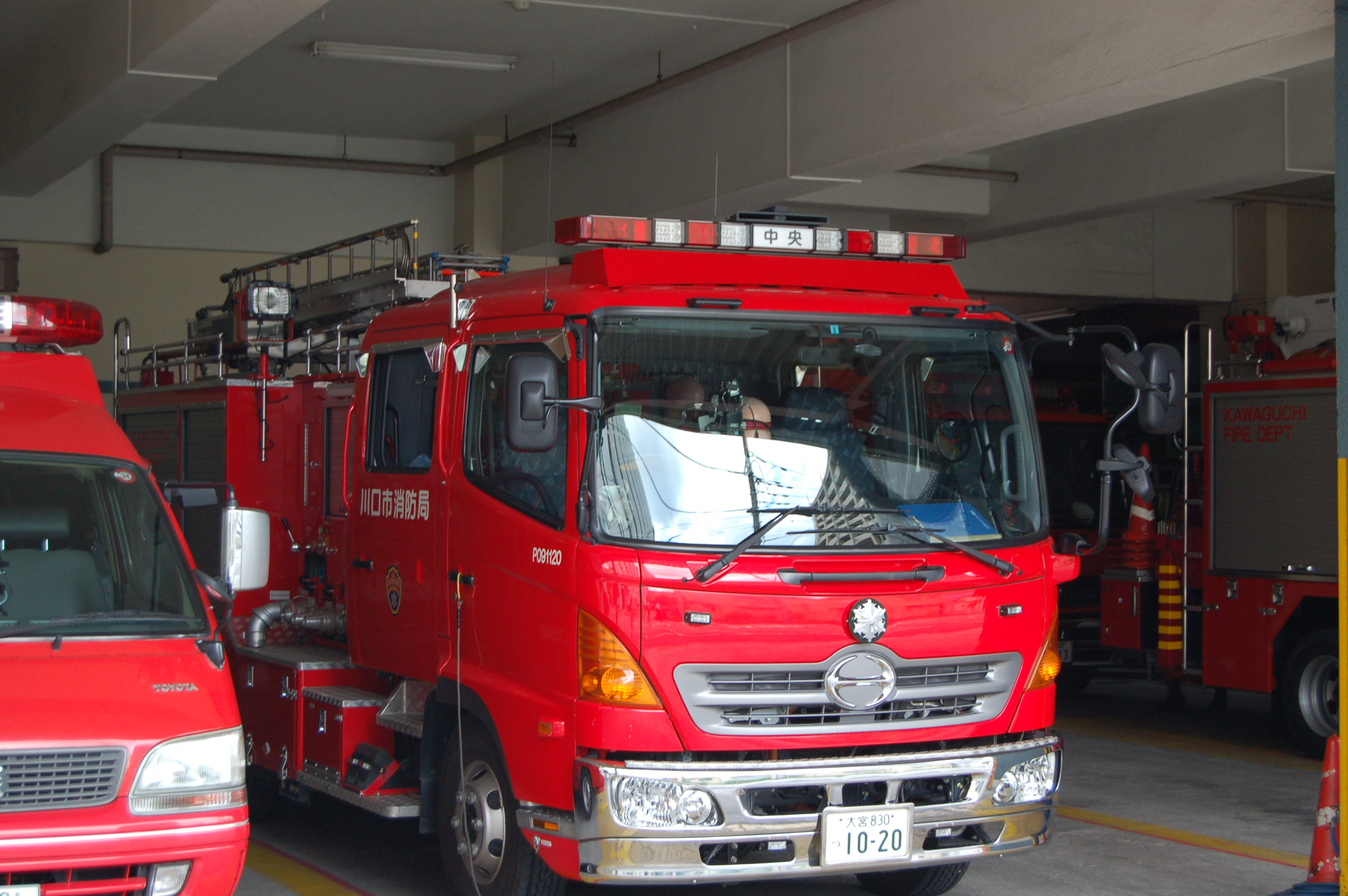
川口市南消防署中央1（現：南1）(CD-II型)(CD-II型消防ポンプ自動車)
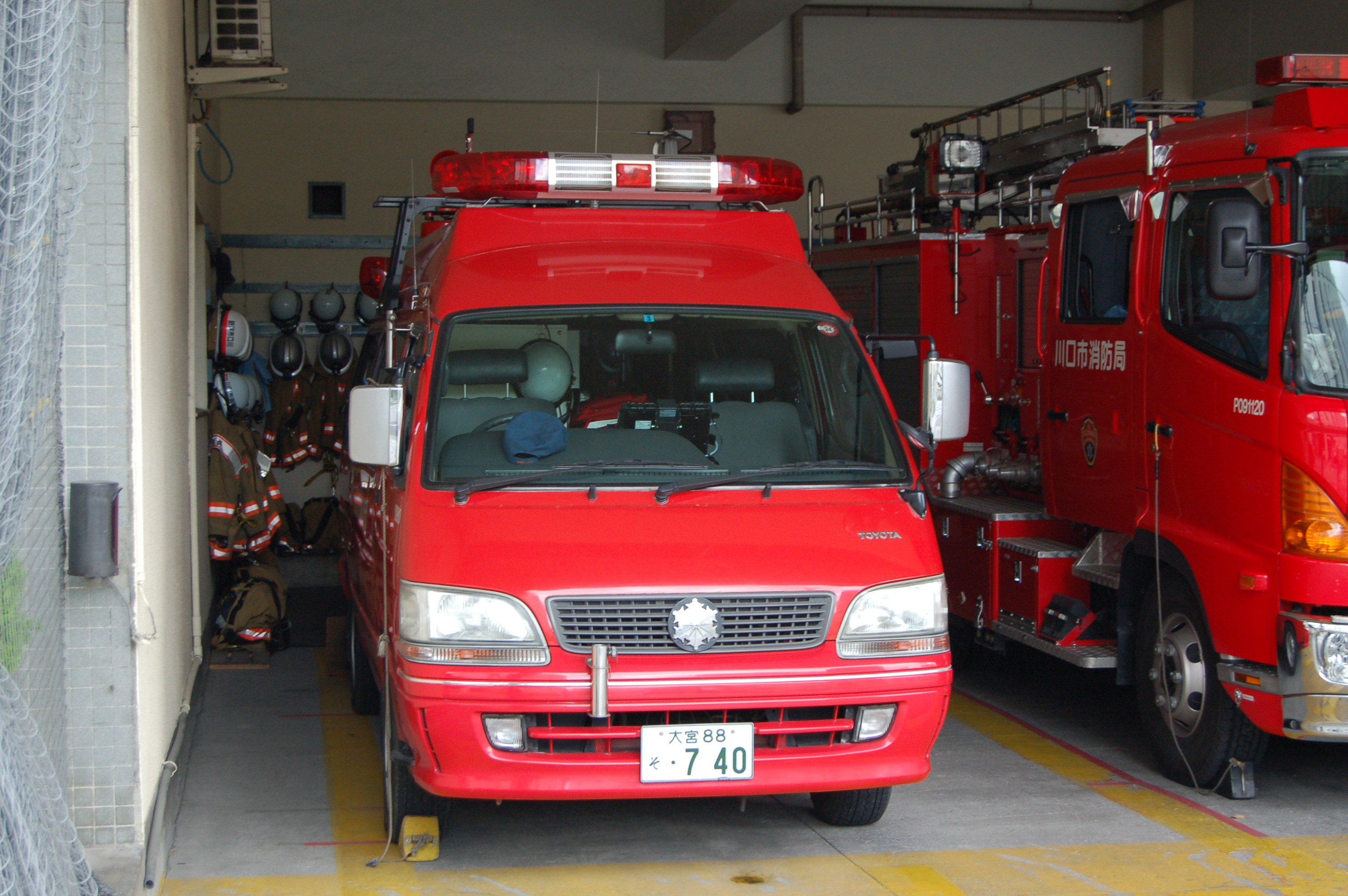
川口市南消防署旧川口南指揮1（2012年7月2日に総務省消防庁貸与の県指揮隊車に更新)（廃車済み）（指揮隊車）
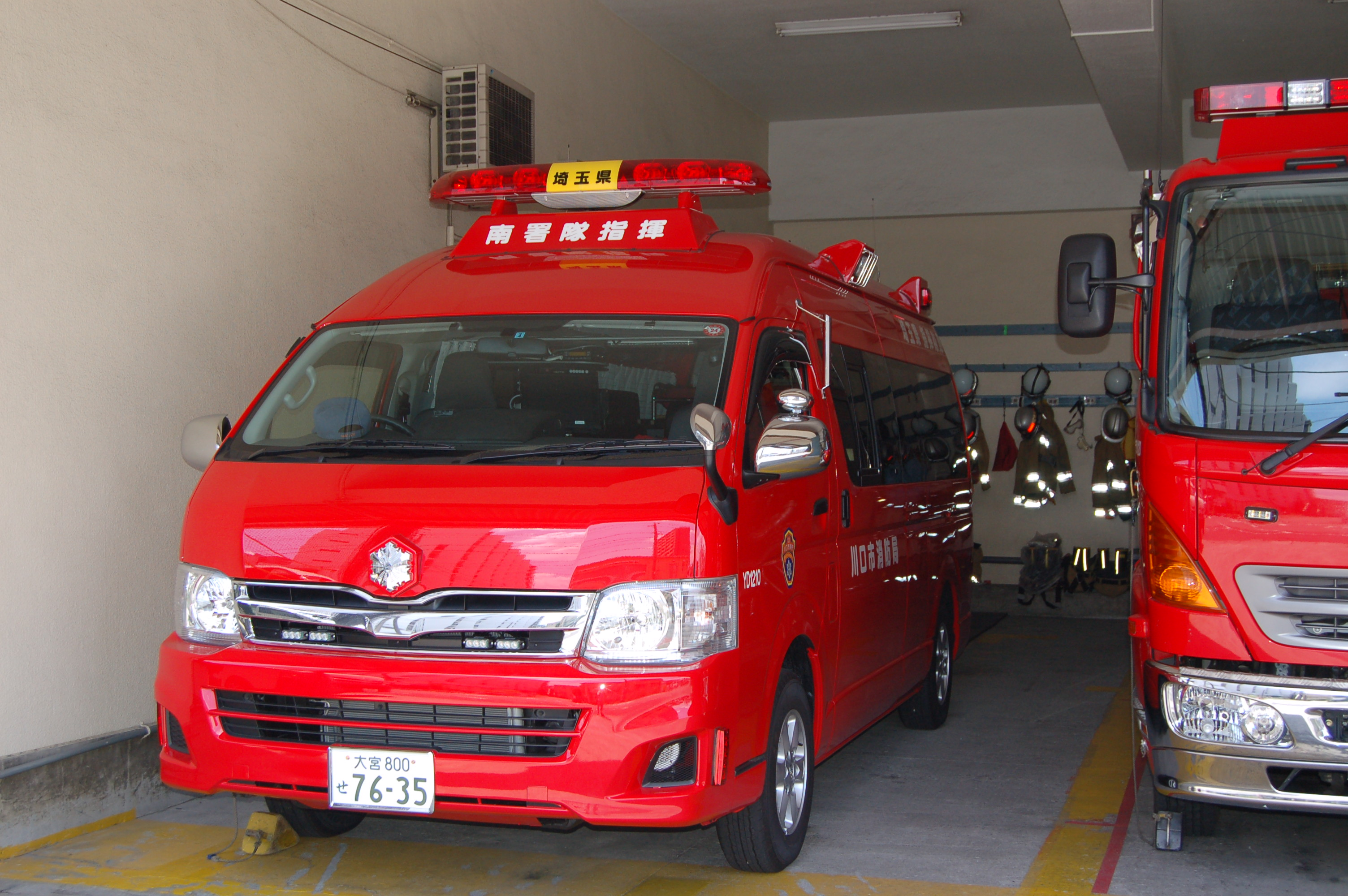
川口市南消防署川口南指揮1(現：川口北指揮1）（緊急消防援助隊埼玉県隊指揮車)(県指揮隊車)
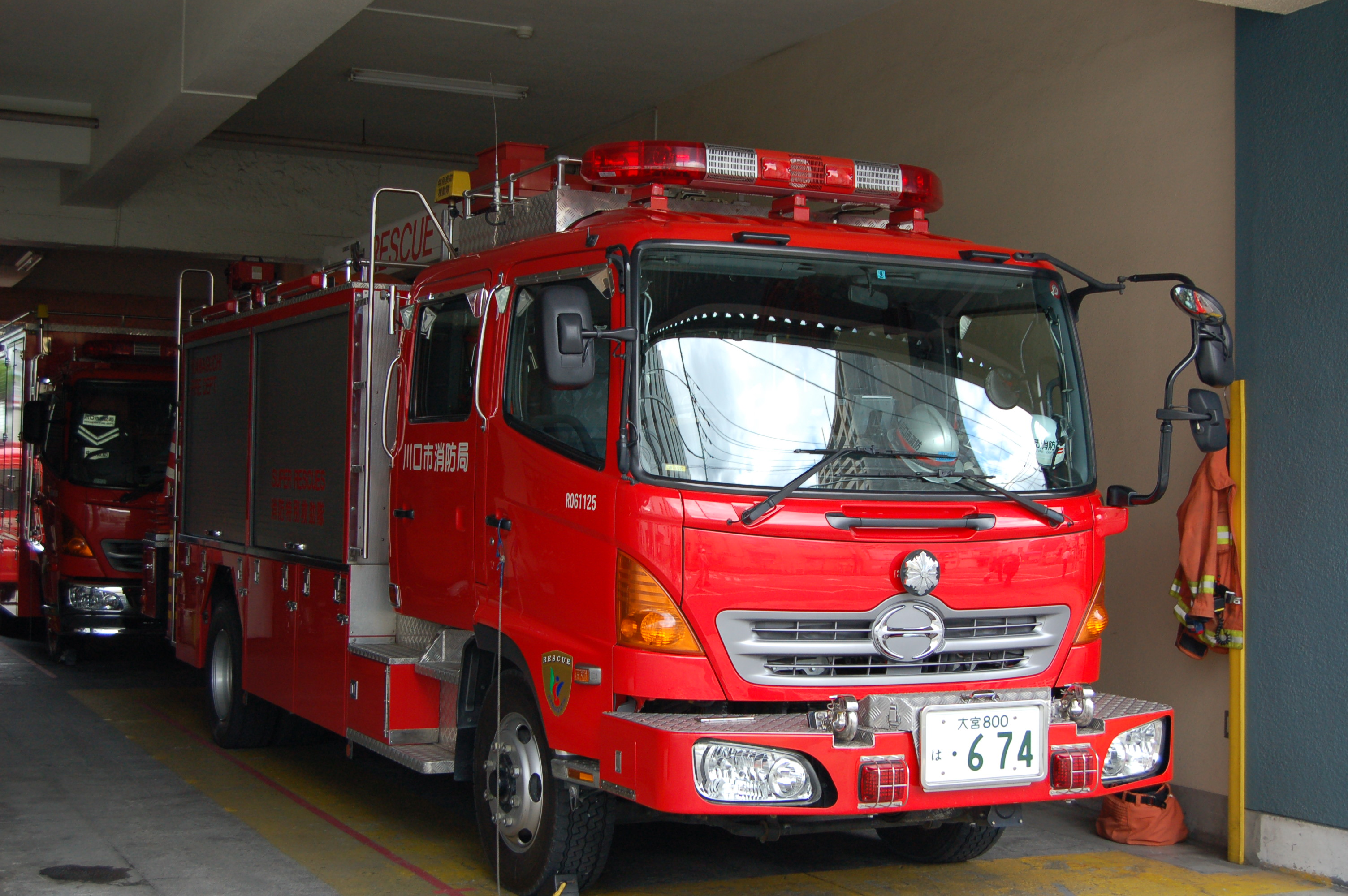
川口市南消防署南特別1（II型）（現：南高度1）（廃車済み）(救助工作車II型)
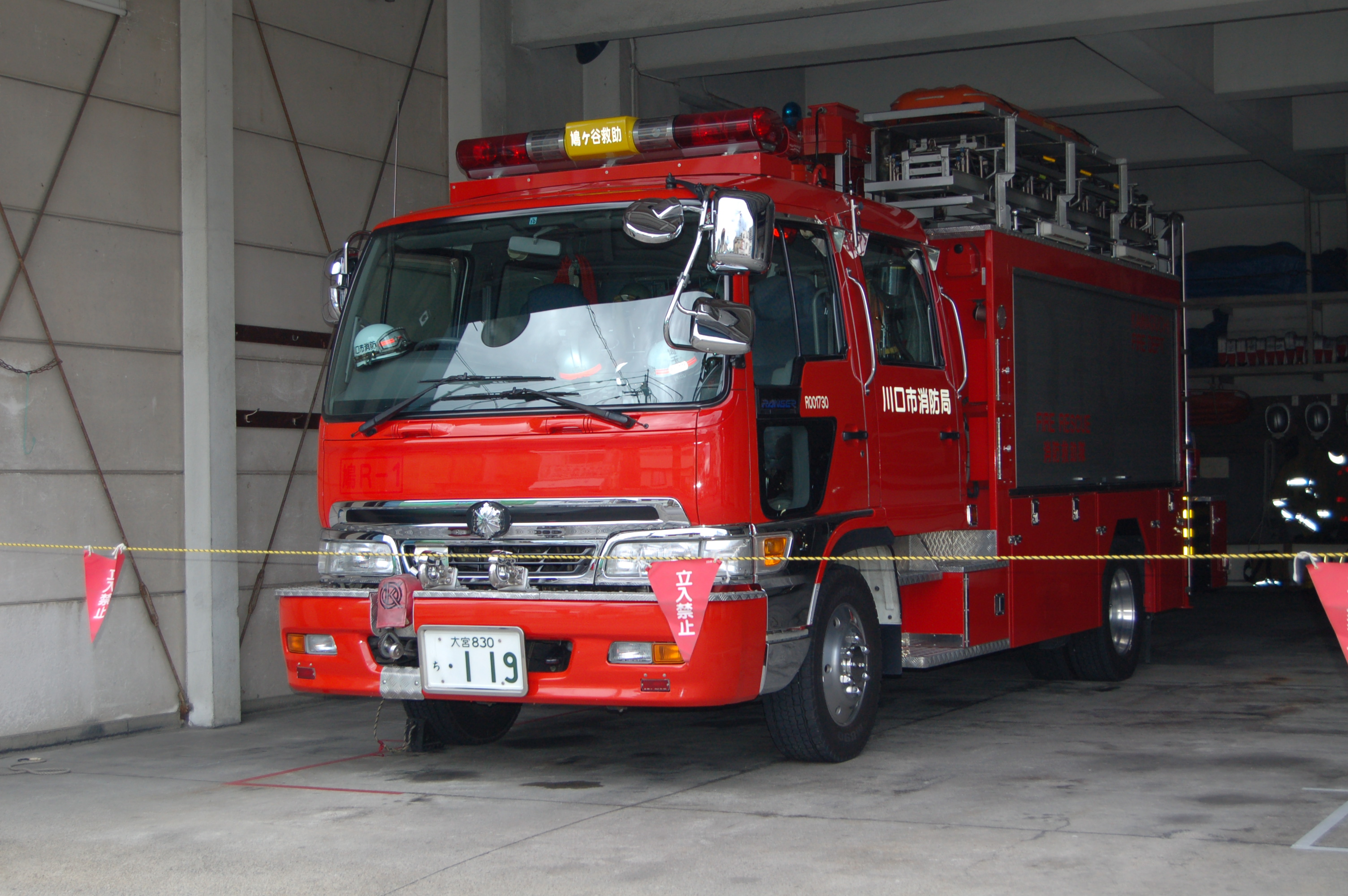
川口市南消防署鳩ヶ谷分署旧鳩ヶ谷救助1（II型）（廃車済み）(救助工作車II型)
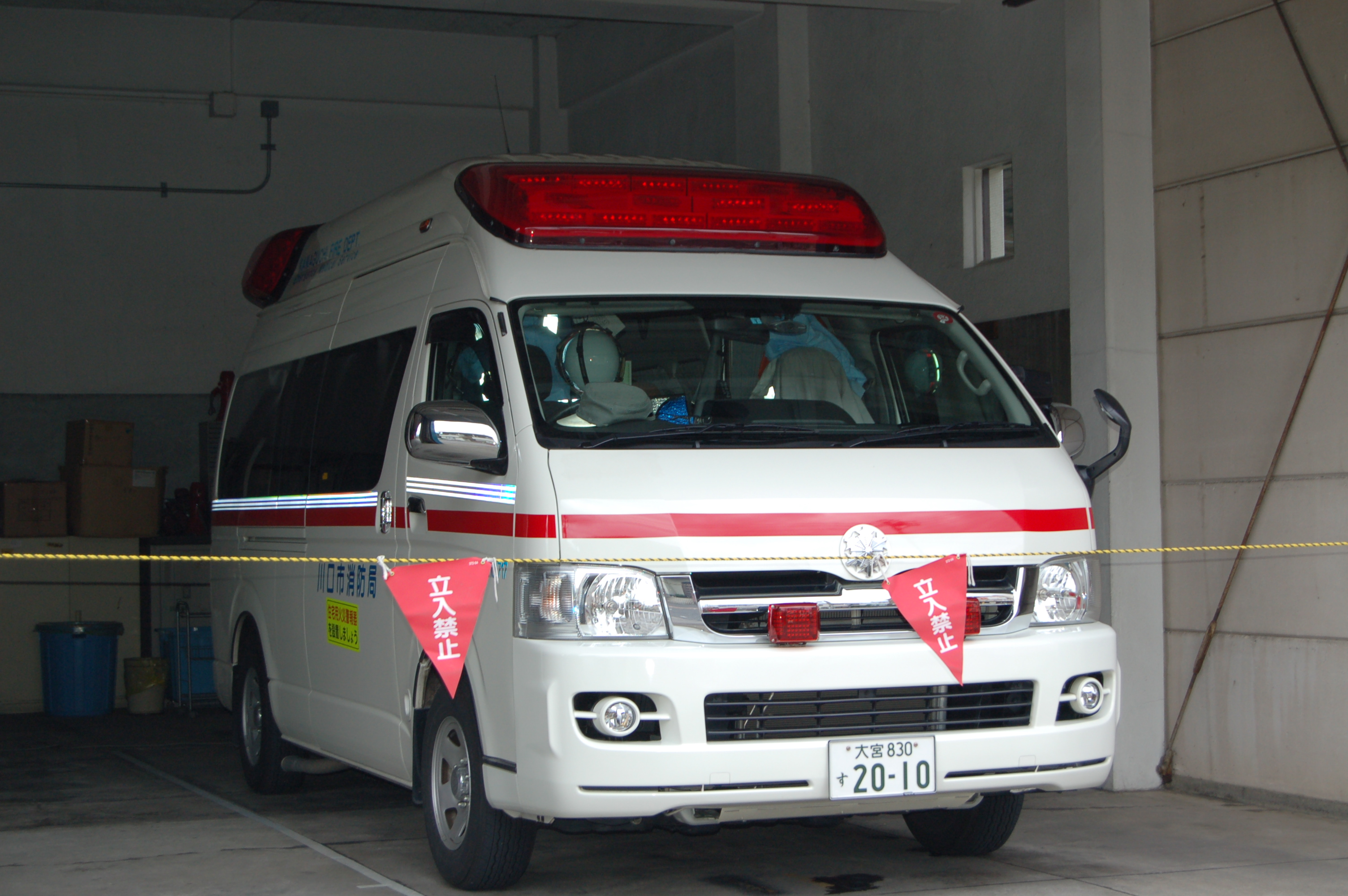
川口市南消防署鳩ヶ谷分署旧救急鳩ヶ谷1（廃車済み）（高規格救急車）
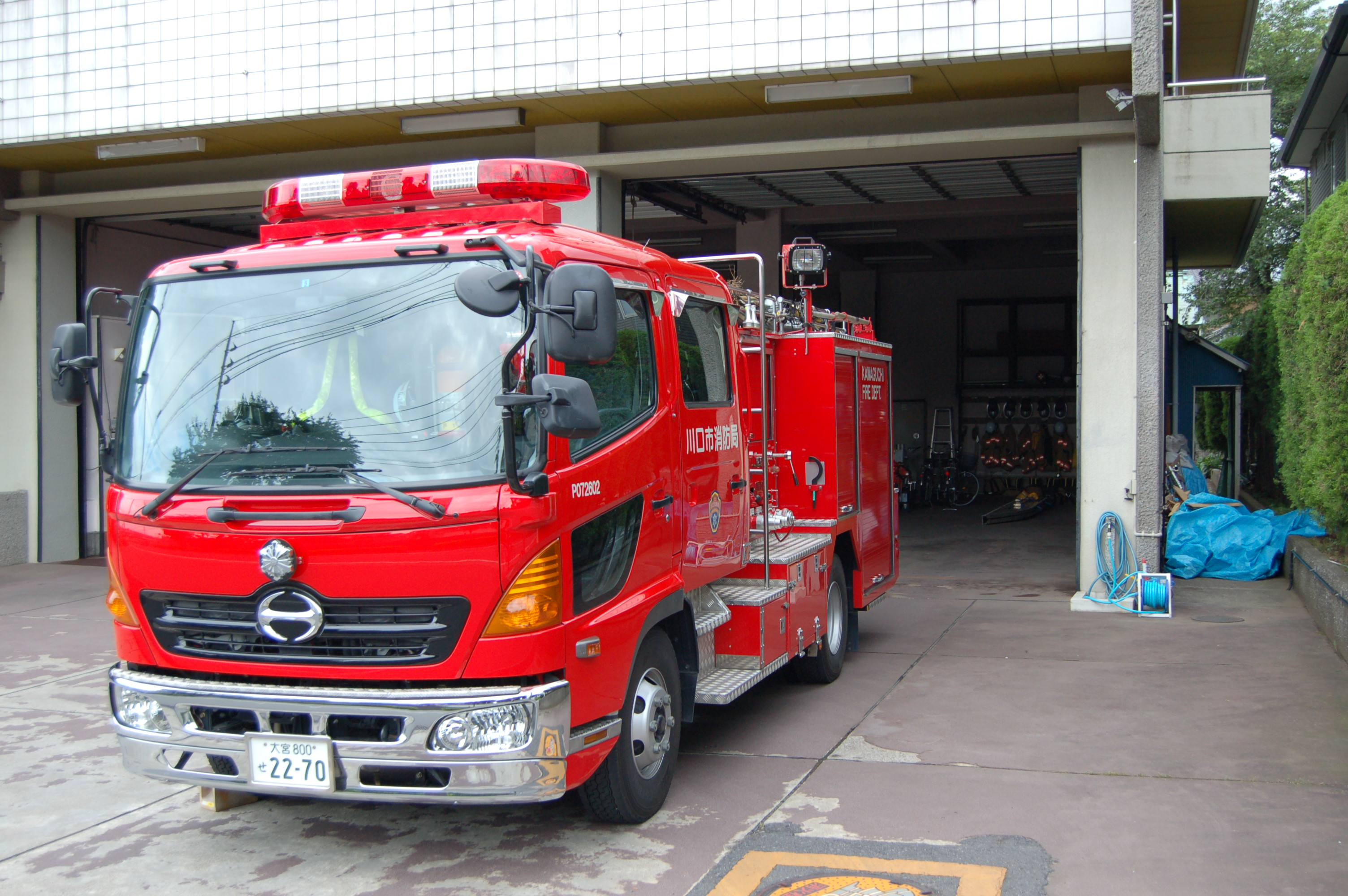
川口市北消防署戸塚分署旧戸塚1(CD-II型)(CD-II型消防ポンプ自動車)

## 以前配備されていた主力機械
電源照明車：1（非常用1）（廃車済み）

## 広域応援

### 消防応援協定
市町村は、消防組織法第6条に基づき当該市町村の区域における消防の責任を果たさなければならないことになっているが、境界付近の災害や大規模な災害等に対応するため、同法第39条に基づき、市町村相互間で災害の応援体制を確立している。 

### 緊急消防援助隊

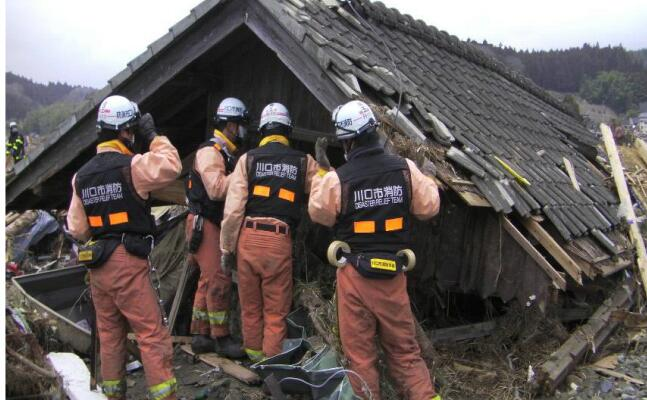
東日本大震災被災地で活動する川口市消防局救助部隊隊員

川口市消防局は、緊急消防援助隊として県指揮隊1隊、救助部隊1隊、救急部隊3隊、消火部隊4隊、後方支援部隊1隊、特殊災害部隊1隊、特殊装備部隊1隊の12隊51名で登録されている。
- 出動実績[5]
  - 2004年7月13日 - 新潟･福島豪雨災害(派遣場所:新潟県三条市)
  - 2004年10月23日 - 新潟県中越地震(派遣場所:新潟県小千谷市)
  - 2011年3月11日 - 東北地方太平洋沖地震に伴う東日本大震災(派遣場所:岩手県陸前高田市及び福島県本宮市)[6]
  - 2015年9月10日 - 平成27年台風第18号に伴う平成27年9月関東・東北豪雨で発生した水害事案(派遣場所:茨城県常総市)[7]

### 相互応援協定
川口市消防局は隣接する自治体消防に、市境界線付近で発生した災害(救急含む)に対して迅速に活動できるよう「消防相互応援協定」を締結し日頃から近隣市で発生した災害へ出動している(出動数の大半は東京消防庁管内への出動)
- 埼玉県下消防相互応援協定（県内市町村）
- 東北自動車道管内市町（組合）間の消防相互応援協定
- 東京外環自動車道管内市町（組合）間の消防相互応援協定
- 埼玉県防災ヘリコプター応援協定
- 鉄道災害における鉄道事業者と消防機関との連携に関する協定隣接市町村との個別協定
- 隣接市都消防相互応援協定
  - 東京消防庁
    - 東京消防庁から川口市消防局への普通応援対象地域
      - 本町1-4丁目
      - 金山町
      - 川口1丁目
      - 元郷1-4丁目
      - 領家3-5丁目
      - 東領家1-5丁目
      - 弥平1-4丁目
      - 舟戸町(京浜東北線、宇都宮線、高崎線以東)
      - 河原町
      - 朝日町5・6丁目
      - 八幡木2・3丁目
      - 江戸袋1-3丁目
      - 本蓮2-4丁目
      - 大字東本郷(台東鳩ヶ谷線以南)

    - 川口市消防局から東京消防庁への普通応援対象地域
      - 北区
        - 赤羽北1丁目
        - 赤羽3丁目
        - 岩渕町
        - 志茂4-5丁目

      - 足立区
        - 加賀1-2丁目
        - 皿沼1-3丁目
        - 鹿浜1-8丁目
        - 入谷1-9丁目
        - 入谷町
        - 舎人4・6丁目
        - 舎人町

  - さいたま市消防局
  - 戸田市消防本部
  - 越谷市消防局
  - 蕨市消防本部
  - 草加八潮消防局

### 埼玉県特別機動援助隊
川口市消防局の特別高度救助隊は県内で地震による建物崩壊や列車脱線事故などの大規模災害が発生した際に県知事の指示・要請で出動し救助・救命活動を行い、一人でも多くの尊い県民の生命を守ることを任務としている埼玉県特別機動援助隊（埼玉SMART）の機動救助隊に登録している。

### 国際消防救助隊
海外の大規模災害時に国際緊急援助隊救助チームの一員として派遣される国際消防救助隊（IRT）への登録も県内で一番早く行っている。平成13年現在で8名の救助隊員が登録されており平成11年の921大地震、平成15年のアルジェリア民主人民共和国地震災害への派遣実績がある。

## 消防無線・救急無線
川口市消防局は全国の消防部局と同じく消防用の業務用無線(消防無線)を使用しており、消防用の無線(消防波)と救急用の無線(救急波)に分けられている。基地局の呼出局名は「かわぐちしょうぼう」(川口消防)である。
消防車側のコールサインはその車両の配備先消防署名と配備先分署名に割り当ての番号を付けたもの。(例：戸塚分署配備のCD-II型消防ポンプ自動車なら「戸塚1」となり、南消防署配備の救助工作車II型なら「南高度1」となる)また、救急車側のコールサインは「救急」のあとにその車両の配備先消防署名と配備先分署名に割り当ての番号を付けたもの。(例：安行分署配備の救急車なら「救急安行1」となり、鳩ヶ谷分署配備の南署隊用非常用救急車なら「救急南2」となる)

## 消防署 ・分署
| 名称                         | 消防署建物 | 所在地           | 分署   | 分署              | 所在地             |
| 名称                         | 消防署建物 | 所在地           | 名称   | 分署建物          | 所在地             |
| ---------------------------- | ---------- | ---------------- | ------ | ----------------- | ------------------ |
| 川口市北消防署（旧芝分署）   |            | 芝下2丁目1番地1  | 上青木 |                   | 上青木4丁目4番地6  |
| 川口市北消防署（旧芝分署）   | 神根       | 芝下2丁目1番地1  |        | 神戸34番地        |                    |
| 川口市北消防署（旧芝分署）   | 伊刈       | 芝下2丁目1番地1  |        | 伊刈46番地        |                    |
| 川口市北消防署（旧芝分署）   | 芝園       | 芝下2丁目1番地1  |        | 芝園町3番地5      |                    |
| 川口市南消防署（旧中央分署） |            | 本町2丁目4番地39 | 横曽根 |                   | 西川口3丁目18番地1 |
| 川口市南消防署（旧中央分署） | 南平       | 本町2丁目4番地39 |        | 新井町17番地20    |                    |
| 川口市南消防署（旧中央分署） | 青木       | 本町2丁目4番地39 |        | 青木4丁目7番地18  |                    |
| 川口市東消防署               |            | 坂下町4丁目3番14 | 新郷   |                   | 東本郷1283番地3    |
| 川口市東消防署               | 安行       | 坂下町4丁目3番14 |        | 安行領家968番地   |                    |
| 川口市東消防署               | 戸塚       | 坂下町4丁目3番14 |        | 戸塚3丁目13番地16 |                    |

## 不祥事
- 2019年1月31日 - 南消防署南平分署の男性消防司令（45歳）が、2018年11月、部下の男性（20代）に対して、消防車両の停車のやり方が悪いと腹を立てて顔や腹を殴り、翌日にも救急活動の際に指導通りにやらなかったなどとして同じ職員を殴ったという。このパワハラ行為を受けて、2019年1月31日、消防局は男性消防司令を停職6ヵ月の懲戒処分にした。この男性消防司令は、2018年7月、消防局内の懇親会の２次会で女性職員に抱きつくなどし、３次会では部下に言葉を荒らげ、止めに入った男性職員を叩いたとして停職1ヵ月の懲戒処分を受けていた。消防長も訓告処分を受け「度重なる不祥事に組織として事の重大さを認識している」とコメントした[10]。